# Gerónimo Podestá
No confundir con Jerónimo Podestá, sacerdote católico argentino.
Gerónimo Podestá (Buenos Aires, 1851 - 5 de agosto de 1923) (también escrito Jerónimo) fue un actor y empresario rioplatense: nacido en Buenos Aires pero bautizado en Montevideo, perteneció a la dinastía de artistas de la familia Podestá.

## Trayectoria
Hijo de los genoveses Pedro Podestá y María Teresa Torterolo fue el mayor de los nueve Hermanos Podestá, nació en Buenos Aires en 1851 pero sus padres, dueños de una pulpería en San Telmo, abandonaron temerosos la capital argentina debido a rumores de ataques contra extranjeros, regresando a Montevideo de donde habían partido en 1846. Allí bautizaron al recién nacido, que adquirió la ciudadanía uruguaya.
Formó parte la compañía circense y luego teatral de sus hermanos encabezada por el legendario Pepe Podestá que motivo el estreno de Juan Moreira, considerada la primera pieza teatral del teatro criollo argentino y en Calandria de Martiniano Leguizamón. A los hermanos Podestá se les atribuye la introducción del pericón, baile típico uruguayo y argentino.
En 1901 la compañía se dividió y Gerónimo formó la suya junto a su hija María, Blanca, Ana Arturo y José Fermín. Trabajaron en el Teatro Libertad y luego se instalaron en La Comedia. En 1903 estrenó Barranca abajo y repuso M'hijo el dotor de Florencio Sánchez en el teatro Comedia y estrenó Locos de verano de Gregorio de Laferrère en el Teatro Argentino el 6 de mayo de 1905. Eva Franco, que sería gran figura del teatro, debutó en sus brazos a los ocho meses en un escenario En su compañía también debutó Enrique Muiño.
Actuó en la película Retazo de Elías Alippi con Paulina Singerman.
Con su cuñado Santiago Fontanilla inauguró el Teatro Nacional de la Avenida Corrientes (por entonces calle).
Sus hijas fueron las famosas actrices María Podestá y Blanca Podestá. Su nieta Maria Esther Podestá era hija de su hijo José Francisco Podestá, administrador teatral.